# Temporada da NBA de 1951–52
A Temporada da NBA de 1951-52 foi a sexta temporada da National Basketball Association (NBA). A temporada terminou com o Minneapolis Lakers vencendo o título da NBA, derrotando o New York Knicks por 4-3 nas finais.

## Ocorrências notáveis
- O Tri-Cities Blackhawks se mudou da área "Tri-Cities" (Moline, Rock Island e Davenport) para Milwaukee e se tornou o Milwaukee Hawks.
- O All-Star Game de 1952 foi disputado em Boston, com o Leste vencendo o Oeste por 108-91. Paul Arizin do Philadelphia Warriors ganhou o prêmio de MVP do All-Star Game.

| Pré-Temporada          | Pré-Temporada     | Pré-Temporada  |
| Time                   | Antigo treinador  | Novo treinador |
| ---------------------- | ----------------- | -------------- |
| Baltimore Bullets      | Walt Budko        | Fred Scolari   |
| Fort Wayne Pistons     | Murray Mendenhall | Paul Birch     |
| Indianapolis Olympians | Wally Jones       | Herm Schaefer  |
| Durante a temporada    |                   |                |
| Time                   | Antigo treinador  | Novo treinador |
| Baltimore Bullets      | Fred Scolari      | Chick Reiser   |

## Temporada regular

### Divisão Leste
| Time                  | V  | D  | %    | JA |
| --------------------- | -- | -- | ---- | -- |
| Syracuse Nationals    | 40 | 26 | .606 | -  |
| Boston Celtics        | 39 | 27 | .591 | 1  |
| New York Knicks       | 37 | 29 | .561 | 3  |
| Philadelphia Warriors | 33 | 33 | .500 | 7  |
| Baltimore Bullets     | 20 | 46 | .303 | 20 |

### Divisão Oeste
| Time                   | V  | D  | %    | JA |
| ---------------------- | -- | -- | ---- | -- |
| Rochester Royals       | 41 | 25 | .621 | -  |
| Minneapolis Lakers C   | 40 | 26 | .606 | 1  |
| Indianapolis Olympians | 34 | 32 | .515 | 7  |
| Fort Wayne Pistons     | 29 | 37 | .439 | 12 |
| Milwaukee Hawks        | 17 | 49 | .258 | 24 |

C - Campeão da NBA

## Playoffs
|  | Semifinais de Divisão | Semifinais de Divisão  | Semifinais de Divisão |             |    | Finais de Divisão | Finais de Divisão | Finais de Divisão |  |  | Finais da NBA | Finais da NBA | Finais da NBA |  |
|  |                       |                        |                       |             |    |                   |                   |                   |  |  |               |               |               |  |
|  | E1                    | Syracuse Nationals     | 2                     |             |    |                   |                   |                   |  |  |               |               |               |  |
|  | E1                    | Syracuse Nationals     | 2                     |             |    |                   |                   |                   |  |  |               |               |               |  |
|  | E4                    | Philadelphia Warriors  | 1                     |             |    |                   |                   |                   |  |  |               |               |               |  |
|  | E4                    | Philadelphia Warriors  | 1                     |             | E1 | Syracuse          | 1                 |                   |  |  |               |               |               |  |
|  |                       |                        |                       |             | E1 | Syracuse          | 1                 |                   |  |  |               |               |               |  |
|  |                       |                        | E3                    | New York    | 3  |                   |                   |                   |  |  |               |               |               |  |
|  | E3                    | New York Knicks        | E3                    | New York    | 3  | 2                 |                   |                   |  |  |               |               |               |  |
|  | E3                    | New York Knicks        |                       |             |    |                   |                   |                   |  |  |               |               |               |  |
|  | E2                    | Boston Celtics         | 1                     |             |    |                   |                   |                   |  |  |               |               |               |  |
|  | E2                    | Boston Celtics         | 1                     |             | E3 | New York          | 3                 |                   |  |  |               |               |               |  |
|  |                       |                        |                       |             |    |                   |                   |                   |  |  |               |               |               |  |
|  |                       |                        | W2                    | Minneapolis | 4  |                   |                   |                   |  |  |               |               |               |  |
|  | W1                    | Rochester Royals       | W2                    | Minneapolis | 4  | 2                 |                   |                   |  |  |               |               |               |  |
|  | W1                    | Rochester Royals       |                       |             |    |                   |                   |                   |  |  |               |               |               |  |
|  | W4                    | Fort Wayne Pistons     | 0                     |             |    |                   |                   |                   |  |  |               |               |               |  |
|  | W4                    | Fort Wayne Pistons     | 0                     |             | W1 | Rochester         | 1                 |                   |  |  |               |               |               |  |
|  |                       |                        |                       |             | W1 | Rochester         | 1                 |                   |  |  |               |               |               |  |
|  |                       |                        | W2                    | Minneapolis | 3  |                   |                   |                   |  |  |               |               |               |  |
|  | W3                    | Indianapolis Olympians | W2                    | Minneapolis | 3  | 0                 |                   |                   |  |  |               |               |               |  |
|  | W3                    | Indianapolis Olympians |                       |             |    |                   |                   |                   |  |  |               |               |               |  |
|  | W2                    | Minneapolis Lakers     | 2                     |             |    |                   |                   |                   |  |  |               |               |               |  |

## Líderes das estatísticas
| Categoria    | Jogador                  | Time                               | Est.  |
| ------------ | ------------------------ | ---------------------------------- | ----- |
| Pontos       | Paul Arizin              | Philadelphia Warriors              | 1,674 |
| Rebotes      | Larry Foust Mel Hutchins | Fort Wayne Pistons Milwaukee Hawks | 880   |
| Assistências | Andy Phillip             | Philadelphia Warriors              | 539   |
| Arremessos   | Paul Arizin              | Philadelphia Warriors              | 44.8  |
| Tiros livres | Bobby Wanzer             | Rochester Royals                   | 90.4  |

## Prêmios
- All-NBA Primeiro Time:
  - Paul Arizin, Philadelphia Warriors
  - Bob Cousy, Boston Celtics
  - Ed Macauley, Boston Celtics
  - Bob Davies, Rochester Royals
  - Dolph Schayes, Syracuse Nationals
  - George Mikan, Minneapolis Lakers

- All-NBA Segundo Time:
  - Larry Foust, Fort Wayne Pistons
  - Vern Mikkelsen, Minneapolis Lakers
  - Andy Phillip, Philadelphia Warriors
  - Jim Pollard, Minneapolis Lakers
  - Bobby Wanzer, Rochester Royals